# Helicodendron fuscum
Helicodendron fuscum är en svampart som först beskrevs av Berk. & M.A. Curtis, och fick sitt nu gällande namn av Linder 1929. Helicodendron fuscum ingår i släktet Helicodendron, ordningen disksvampar, klassen Leotiomycetes, divisionen sporsäcksvampar och riket svampar.   Inga underarter finns listade i Catalogue of Life.